# День и ночь (журнал)
«Де́нь и но́чь» — российский литературный журнал. Основан в 1993 году в Красноярске.

## История
Основан в 1993 году группой писателей под руководством Р. Х. Солнцева при поддержке В. П. Астафьева. Первый номер вышел в 1994 году. В состав первой редакционной коллегии журнала входили А. Л. Иванченко, Б. Н. Стругацкий, Н. М. Слепакова, В. Я. Курбатов.
В первые годы своего существования выходил нерегулярно, затем — раз в два месяца. Тираж: 1994 год — 5000–1000 экземпляров, 1998 — 2000 экземпляров, в настоящее время — 1200 экземпляров. Объём: 1990-е годы — 400–800 полос, с 2000-х годов — 160–200 полос. На 2009 год было выпущено 70 номеров журнала.
Специализируется на документально-художественных жанрах: семейных хрониках, воспоминаниях и рассказах ветеранов войны и труда. «Определяющими ценностями» журнала, наследующими Астафьеву, его главный редактор М. О. Саввиных назвала «природу и культуру», «“почвенность” характера».
В разное время в журнале публиковались Б. А. Ахмадулина, Р. Ш. Валеев, Т. А. Вольтская, Н. В. Кондакова, Н. В. Панченко, Е. А. Попов, М. Г. Успенский, Р. В. Сенчин, В. А. Куллэ, С. Н. Есин, Е. Н. Крюкова, В. А. Димов, Э. А. Э. Ахадов, А. Ю. Гедымин, А. Л. Борычев, М. В. Кудимова, Е. В. Степанов, а также классические произведения А. С. Пушкина, Е. А. Баратынского, С. А. Есенина, В. В. Набокова.

## Главные редакторы
- 1993–2007 — Роман Харисович Солнцев.
- 2007–2019 — Марина Олеговна Саввиных.
- 2020–2023 — Вадим Николаевич Наговицын[8].
- 2024 — н. в. — и. о. Марина Олеговна Саввиных.

## Оценки журнала
«День и ночь» является крупнейшим литературным журналом Красноярского края (в сравнении с альманахами «Енисей» и «Новый Енисейский литератор») и одним из крупнейших литературных журналов Сибири (наравне с журналом «Сибирские огни»). Деятельность Романа Солнцева в должности главного редактора оценивалась сравнительно высоко, большое внимание привлекали к себе публикации текстов Виктора Астафьева. Однако уже при Солнцеве журнал критиковался за «скромность оформления <...> и скромность содержания», «абстрактный гуманизм и эстетический идеализм».
Преимущественно негативную оценку получила деятельность Марины Саввиных, сменившей Солнцева на посту главного редактора после смерти последнего в 2007 году. Общественный резонанс вызвал проводимый журналом в 2009 году конкурс «Грядущее поколение», участие в котором было платным — 350 рублей. Критик Виктор Власов отмечал, что «Саввиных давно печатает авторов не по качественным признакам, а ради выгоды», сравнивая её с главным редактором журнала «Знамя» Сергеем Чуприниным, «“литературным чиновником”, позволяющим на страницах известного московского журнала размещать слабое творчество министров”». 